# Seito shokun !
Seito shokun ! (生徒諸君!) est un manga de Yōko Shōji prépublié dans le magazine Shōjo Friend de Kōdansha entre 1977 et 1984 et publié en un total de 24 volumes tankōbon entre février 1978 et juin 1985. Seito shokun ! remporte le second Prix du manga Kōdansha en 1978 dans la catégorie shōjo.
La suite du manga, Seito shokun ! Kyōshi-hen, est prépublié dans le magazine Be Love de Kōdansha entre 2004 et 2011. Une série dérivée, Seito shokun ! Saishū-shō : Tabidachi, est prépubliée entre 2011 et 2019 dans le même magazine. Une autre série dérivée, Seito shokun ! Kids, est prépubliée depuis 2019.
Le manga est adapté en plusieurs dramas en prise de vues réelles, avec deux séries télévisées diffusées de 1980 à 1981 et en 2007. Il est également adapté en deux émissions spéciales télévisées diffusées sur Fuji TV respectivement le 23 février 1986 et le 8 juin 1987.

## Sorties

### Mangas
Seito shokun ! est un manga écrit et illustré par Yōko Shōji. Il est publié en série dans le magazine shōjo de Kōdansha Shōjo Friend de 1977 à 1984. Kōdansha publie la série au format tankōbon avec un total de 24 volumes sortis entre février 1978 et juin 1985,. Une série dérivée one-shot intitulée Seito shokun ! Gaiden (生徒諸君!外伝) sort en septembre 1983 Kōdansha  réédite le manga en 12 volumes kanzenban sortis entre le 12 décembre 1995 et le 12 mars 1996,.
Une suite du manga intitulée Seito shokun ! Kyōshi-hen (生徒諸君!教師編) est prépubliée dans le magazine josei de Kōdansha Be Love. Kōdansha publie la série au format tankōbon avec un total de 25 volumes sortis entre le 13 avril 2004 et le 11 août 2011.
Un autre spin-off, Seito shokun ! Saishū-shō: Tabidachi (生徒諸君! 最終章・旅立ち), est prépublié entre le numéro d'août 2011 et avril 2019 de Be Love. Kōdansha publie la série au format tankōbon avec un total de 30 volumes sortis entre le 11 août 2011 et le 13 mars 2018.
Une autre série, Seito shokun ! Kids (生徒諸君！Kids), commence sa prépublication en 2019,.

### Drames d'action en direct
Le manga est adapté en une série d'action en direct de 28 épisodes, diffusée sur TV Asahi entre le 1er septembre 1980 et le 30 mars 1981. Produit par Toei et les producteurs Takeyuki Suzuki et Yoshiaki Koizumi, le drama est réalisé par Kimio Hirayama et Takahashi Masaharu, sur un scénario de Masaki Tsuji et Ryō Nakahara. Les génériques de la série, Hai! Seito Shokun (ハーイ!生徒諸君!) , avec des paroles de Kayoko Fujimori et Akutare Dane (悪たれ団へ), avec des paroles de Yōko Shōji, sont toutes deux composées par Asei Kobayashi, arrangées par Masahisa Takeichi et interprétées par Satoko Yamano.
Un film d'animation pour une émission télévisée spéciale produit par Production Reed est diffusé sur Fuji TV le 23 février 1986. Réalisé par Mitsuo Kusakabe, il met en scène Tomoyo Harada, Sumi Shimamoto et Michie Tomizawa.
Une autre émission spéciale télévisée en direct, produite par Hori Productions, est diffusée sur Fuji TV le 8 juin 1987. Elle est réalisée par Makoto Naito, produite par Masayuki Morikawa, Nobuyuki Kurauchi et Akifumi Takuma, sur un scénario écrit par Ryo Ishikawa. La chanson thème de fin, Toki no Kawa o Koete (時の河を越えて) , composée par Tsugutoshi Gotō avec des paroles écrites par Yasushi Akimoto, est interprétée par Ushirogami Hikaretai. Il met en scène vedette Miki Itō, Shigeyuki Nakamura et Nagare Harigawa.
En 2007, Horipro produit une série télévisée live de 10 épisode. Réalisé par Karaki Marehiro et Tamura Naoki, le drama est diffusé sur TV Asahi entre le 20 avril 2007 et le 22 juin 2007,. Le générique de fin, My Generation, est interprété par YUI, qui sort un CD contenant la chanson thème le 13 juin 2007,. La bande originale de la série est éditée par Nippon Columbia le 20 juin 2007. Le coffret DVD de la série est édité par Asahi Broadcasting Corporation le 26 septembre 2007,. La série met en scène Rina Uchiyama (en), Kippei Shiina (en), Maki Horikita et Kanata Hongō.

## Réception
Seito shokun ! remporte le deuxième Prix du manga Kōdansha en 1978 dans la catégorie shōjo.
Le quatorzième volume de Seito shokun ! Kyoshi-hen est 10ème du classement Tohan entre le 11 et le 17 mars 2008. Le seizième volume de Seito shokun ! Kyoshi-hen est 10ème du classement Tohan entre le 11 et le 17 novembre 2008. Le dix-septième volume de Seito shokun ! Kyoshi-hen est 26ème du classement Tohan entre le 10 et le 16 février 2009. Depuis 2010, Seito shokun ! et Seito shokun ! Kyoshi-hen se sont vendus à plus de 25 millions d'exemplaires au Japon.